# Paris-Roubaix 1928
Paris-Roubaix din 1928 a fost a 29-a ediție a Paris-Roubaix, o cursă clasică de ciclism de o zi din Franța. Evenimentul a avut loc pe 8 aprilie 1928 și s-a desfășurat pe o distanță de 270 de kilometri de la Paris până la velodromul din Roubaix. Câștigătorul a fost André Leducq din Franța.

## Rezultate
| Loc | Ciclist                | Timp       |
| --- | ---------------------- | ---------- |
| 1   | André Leducq (FRA)     | 7h 44' 20" |
| 2   | Georges Ronsse (BEL)   | +0' 00"    |
| 3   | Charles Meunier (BEL)  | +0' 00"    |
| 4   | Gaston Rebry (BEL)     | +0' 20"    |
| 5   | Achille Souchard (FRA) | +0' 30"    |
| 6   | Jules Van Hevel (BEL)  | +2' 15"    |
| 7   | Louis Delannoy (BEL)   | +2' 20"    |
| 8   | Maurice Bonney (FRA)   | +2' 30"    |
| 9   | Hector Martin (BEL)    | +4' 29"    |
| 10  | Georges Cuvelier (FRA) | +4' 31"    |